# 1980-as magyar asztalitenisz-bajnokság
Az 1980-as magyar asztalitenisz-bajnokság a hatvanharmadik magyar bajnokság volt. A bajnokságot február 29. és március 2. között rendezték meg Tatabányán, a Városi Sportcsarnokban.

## Eredmények
| Versenyszám  | Arany                                                           | Arany | Ezüst                                                               | Ezüst | Bronz | Bronz |
| ------------ | --------------------------------------------------------------- | ----- | ------------------------------------------------------------------- | ----- | --- | ----- |
| Férfi egyéni | Frank Béla BVSC                                                 |       | Gergely Gábor BVSC                                                  |       | Klampár Tibor Bp. SpartacusTakács János BVSC                                                                   |       |
| Női egyéni   | Oláh Zsuzsa Statisztika Petőfi SC                               |       | Szabó Gabriella Statisztika Petőfi SC                               |       | Magos Judit Statisztika Petőfi SCBolvári Ildikó Tolnai Vörös Lobogó                                            |       |
| Férfi páros  | Kriston Zsolt, Takács János Bp. Spartacus, BVSC                 |       | Kocsis Ödön, Németh György Ganz-MÁVAG VSE, Ceglédi VSE              |       | Asztalos István, Gergely Gábor Ganz-MÁVAG VSE, BVSCNozicska József, Frank Béla BVSC                            |       |
| Női páros    | Balogh Ilona, Bolvári Ildikó Tolnai Vörös Lobogó                |       | Benke Mariann, Kuchár Györgyi Statisztika Petőfi SC                 |       | Magos Judit, Szabó Gabriella Statisztika Petőfi SCKisházi Beatrix, Bogyó Katalin Statisztika Petőfi SC         |       |
| Vegyes páros | Klampár Tibor, Magos Judit Bp. Spartacus, Statisztika Petőfi SC |       | Kriston Zsolt, Szabó Gabriella Bp. Spartacus, Statisztika Petőfi SC |       | Kreisz Tibor, Kisházi Beatrix Postás SE, Statisztika Petőfi SCMilos Imre, Lukács Irén Postás SE, Bp. Spartacus |       |